# Brewster (cráter)

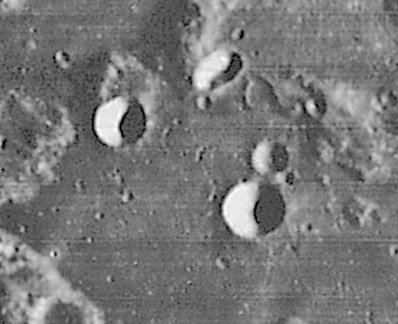
Fotografía de la misión Lunar Orbiter 4

Brewster es un pequeño cráter de impacto lunar situado en la periferia norte de Sinus Amoris. Se encuentra al suroeste del cráter Römer, de mayor tamaño. Al sureste de Brewster se halla Franck, de tamaño similar.
Este cráter tiene forma de copa, con gran simetría, y sin cráteres superpuestos. Un resalto bajo se sitúa junto al borde norte. El interior del cráter tiene un albedo relativamente alto en comparación con el del terreno circundante. Debe su nombre al científico escocés, Sir David Brewster.

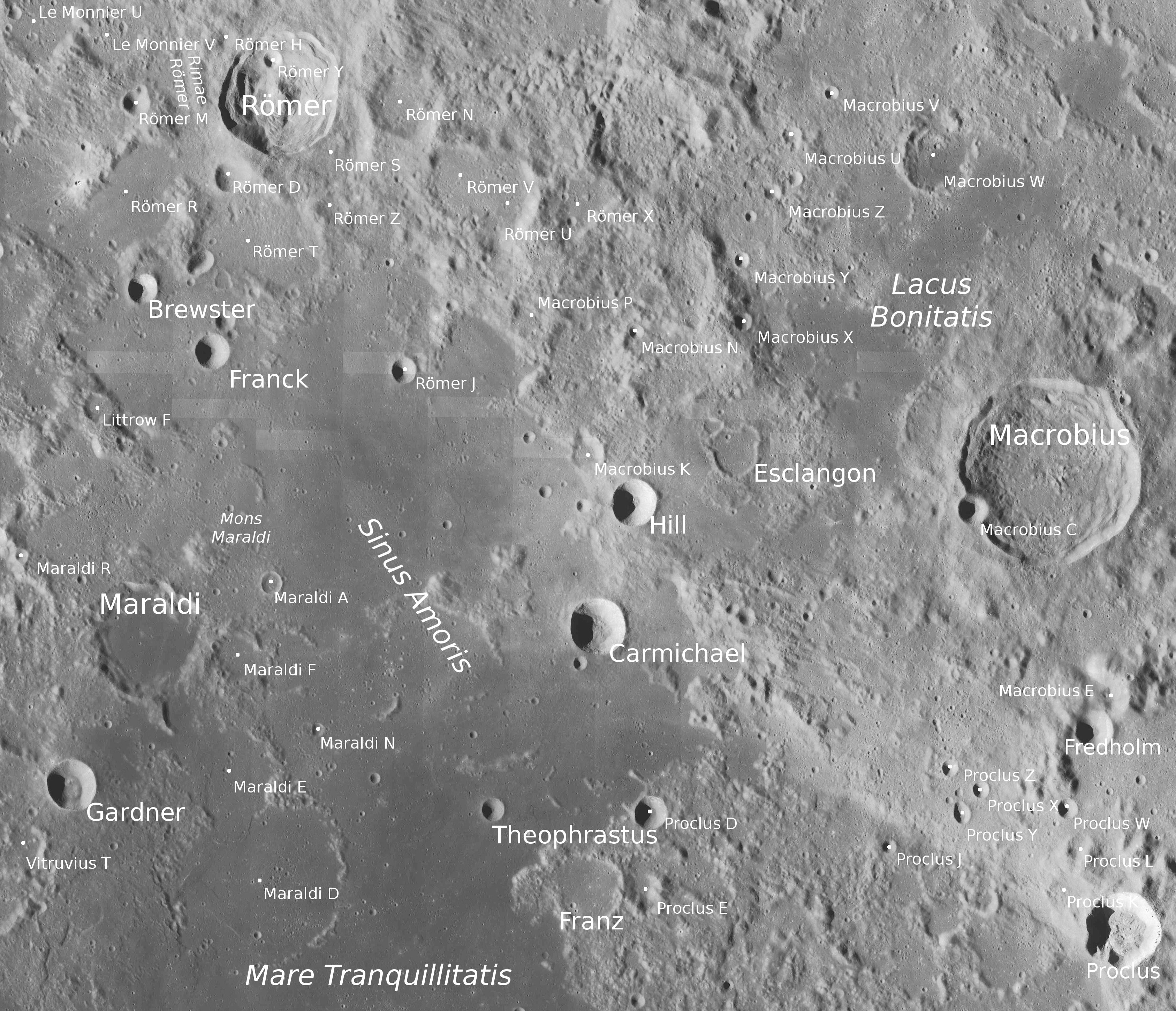
Fotografía de la misión Lunar Reconnaissance Orbiter. Brewster, arriba a la izquierda